# Bijeli portland cement
Bijeli cement je vrsta portland cementa. Dobiva se mljevenjem bijelog portland cementnog klinkera uz dodatak gipsa kao regulatora vezivanja te sredstava za korekciju bjeline. Bijeli portland cementni klinker je čisti portlandski cementni klinker čija sirovina ne smije sadržavati željezne ili manganske spojeve koji daju boju običnom cementu. Sirovina je čisti bijeli vapnenac i bijela glina – kaolin koja se nakon pečenja melje u mlinovima kojima je obloga i kugle za mljevenje bijele boje (npr. od porculana).  Koristi se na mjestima gdje se traži da proizvod bude bijele boje (ukrasne žbuke, dekorativne ploče za oblaganje od umjetnog kamena) i za sve ostale konstruktivne elemente koji se izrađuju od običnog portland cementa.